# Iqbal Masih

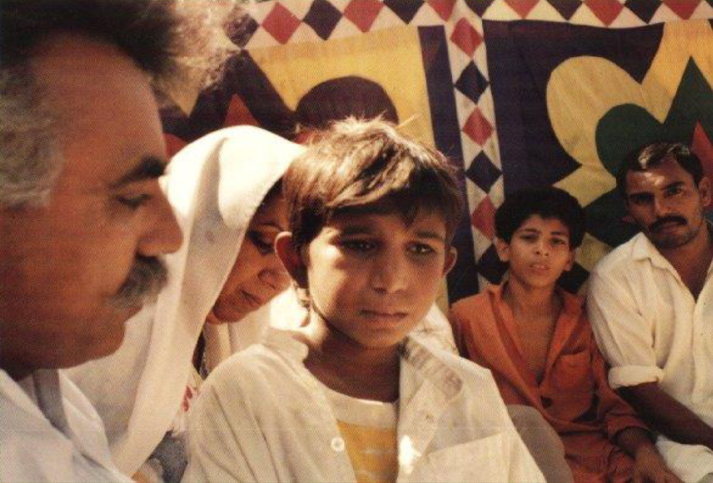
Iqbal Masih mit dem Menschenrechtler Ehsan Ullah Khan (linke Bildseite), Bildaufnahmedatum: September 1992

Iqbal Masih (Urdu اقبال مسیح‎; * 1982 im Dorf Muridke, Pakistan; † 16. April 1995 ebenda) war ein pakistanischer Junge, der im Alter von vier Jahren für umgerechnet 12 US-Dollar als Schuldknecht an den Besitzer einer Teppichfabrik verkauft wurde, später freikam und sich für die Kinderrechte einsetzte. Er wurde im Alter von 12 Jahren ermordet.

## Leben
Sechs Jahre lang musste Iqbal Masih zwölf Stunden am Tag Teppiche knüpfen, oft war er an den Knüpfstuhl angekettet. Infolge der langen und harten Arbeit, unzureichender Ernährung und Gesundheitsversorgung war sein körperliches Wachstum zurückgeblieben. Als er zwölf Jahre alt war, war Iqbal Masih gerade so groß wie ein Sechsjähriger.
Masih unternahm mehrere Versuche, aus der Teppichfabrik zu fliehen, wurde jedoch mehrmals wieder eingefangen und von seinem „Herrn“ bestraft. Im Alter von zehn Jahren konnte er schließlich mit Hilfe der pakistanischen Organisation Bonded Labour Liberation Front (BLLF, Front zur Befreiung aus der Schuldknechtschaft) aus der Sklaverei entkommen. Er konnte eine Schule der BLLF besuchen und war ein fleißiger Schüler. Daneben engagierte er sich für die Kinderrechte und gegen die – offiziell verbotene – Schuldknechtschaft und half mit, tausende versklavte Kinder zu befreien.
Durch diese Aktivitäten wurde Iqbal Masih international bekannt. 1995 reiste er im Alter von 12 Jahren in die USA, um dort den Menschenrechtspreis der Menschenrechtsstiftung der Firma Reebok in Empfang zu nehmen. Bei der Preisübergabe hielt er eine Rede, in der er die Abschaffung von Schuldknechtschaft und ausbeuterischer Kinderarbeit und Schulbildung für alle Kinder forderte. Daneben besuchte Iqbal auch verschiedene Schulen in den USA.

### Mord
Iqbal Masih wurde am 16. April 1995 mit einer Schrotflinte erschossen, als er und einige Freunde in ihrem Dorf Muridke in der Nähe von Lahore mit dem Fahrrad unterwegs waren. Er war zu diesem Zeitpunkt 12 Jahre alt. Seine Mutter sagte, sie glaube nicht, dass ihr Sohn Opfer eines Komplotts der „Teppichmafia“ geworden sei. Die Bonded Labour Liberation Front war jedoch anderer Meinung, weil Masih Morddrohungen von Personen erhalten hatte, die mit der pakistanischen Teppichindustrie in Verbindung standen. An seiner Beerdigung nahmen etwa 800 Trauernde teil.

### Folgen

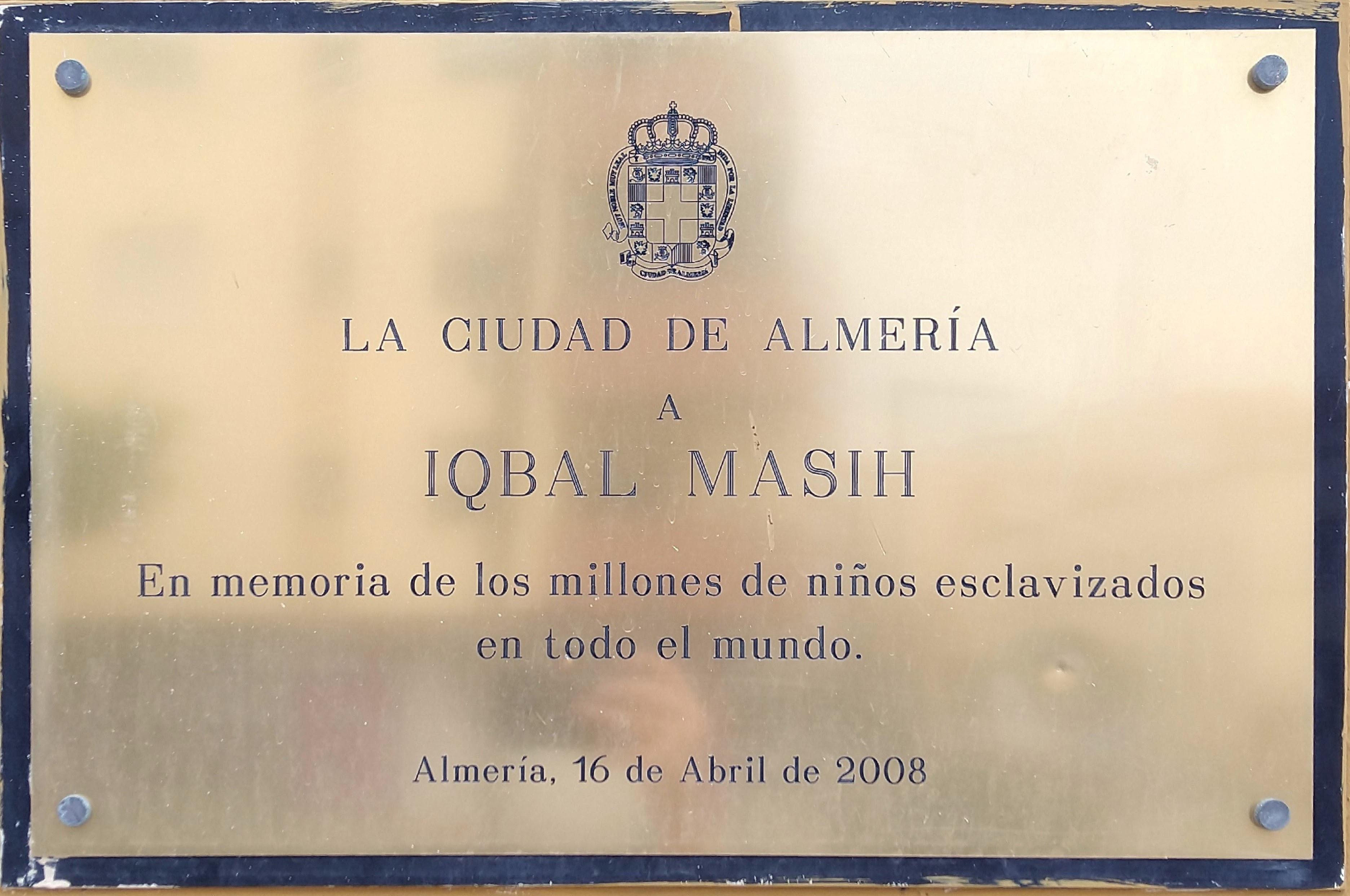
Gedenktafel zu Ehren Iqbal Masihs in Almería

Nach Masihs Tod reagierten die pakistanischen Wirtschaftseliten auf die rückläufigen Teppichverkäufe, indem sie den Einsatz von Kinderarbeit in ihren Fabriken leugneten und die Federal Investigation Agency (FIA) einsetzten, um Aktivisten, die für die Bonded Labour Liberation Front (BLLF) arbeiteten, brutal zu schikanieren und zu verhaften. Die pakistanische Presse führte eine Verleumdungskampagne gegen die BLLF mit der Behauptung, dass Kinderarbeiter hohe Löhne und günstige Arbeitsbedingungen erhalten.
Eine Schulklasse der US-amerikanischen Broad Meadows Middle School in Quincy, vor der Masih bei einem Besuch über sein Leben erzählt hatte, sammelte Geld, um in Pakistan zu seinem Andenken eine „Schule für Iqbal“ zu bauen. Die School for Iqbal besteht seit 1995 in Kasur.
Iqbal Masihs Engagement inspirierte den damals 12-jährigen Kanadier Craig Kielburger, sich gegen die Ausbeutung von Kindern einzusetzen und die Organisation Free The Children (Befreit die Kinder) zu gründen.

## Auszeichnungen
Masih erhielt posthum zahlreiche Auszeichnungen, unter anderem den World's Children's Prize for the Rights of the Child. Im Jahr 2022 wurde Masih mit dem Sitara-e-Shujaat (Stern der Tapferkeit), der zweithöchsten zivilen Auszeichnung Pakistans, bedacht.